# Mitromorpha denizi
Mitromorpha denizi é uma espécie de gastrópode do gênero Mitromorpha, pertencente a família Mitromorphidae.